# Monument historique (Suisse)
Pour les articles homonymes, voir Monument historique.

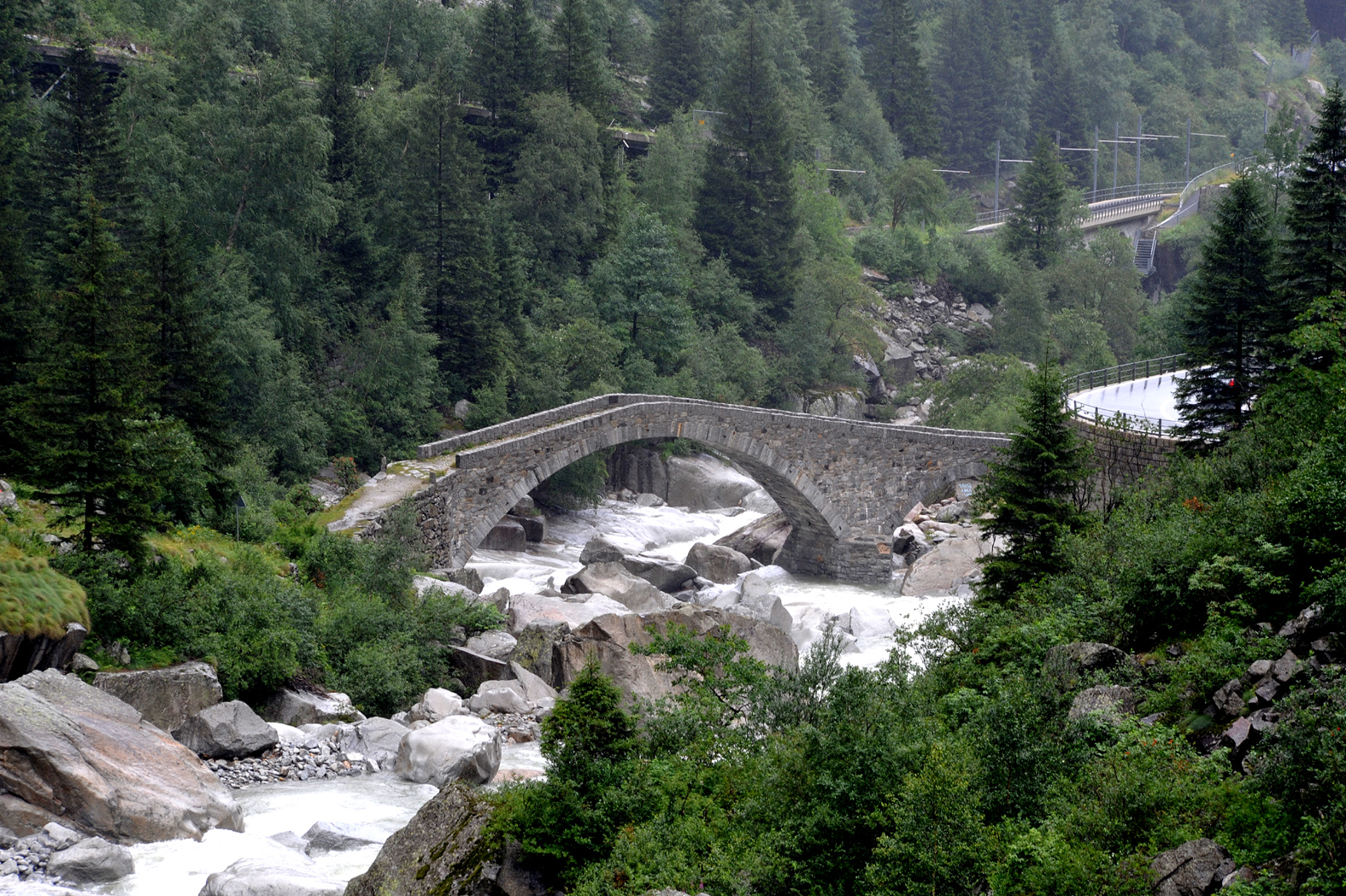
La Häderlisbrücke sur la Reuss, dans le canton d’Uri, classé monument historique.

Le classement comme monument historique vise à protéger un monument ou un édifice remarquable de par son histoire ou son architecture. Cette reconnaissance concerne plus spécifiquement l’art et l’histoire attachés au monument. En Suisse, l’article 78 de la Constitution fédérale pose le principe que la protection du patrimoine est d’abord une compétence cantonale. 
Légalement, cette notion remonte au 10 septembre 1898, le Canton de Vaud faisant alors office de précurseur avec l'entrée en vigueur de sa « Loi sur la conservation des monuments et des objets d'art ayant un intérêt historique ou artistique ».
La « Loi fédérale sur la protection de la nature et du paysage » (LPN) est entrée en vigueur le 1er juillet 1966. Elle définit entre autres l'étendue de la protection, les moyens et le soutien apporté par la Confédération ainsi que les dispositions pénales en cas d'infractions. L'article 4 décrit les objets concernés : S’agissant des paysages et des localités caractéristiques, des sites évocateurs du passé, des curiosités naturelles ou des monuments selon l’art. 24, al. 2, de la constitution, il faut distinguer: a. les objets d’importance nationale; b. les objets d’importance régionale et locale.
Les cantons peuvent être amenés à effectuer des expertises et recevoir du soutien de la part de la Confédération  ,. Les cantons disposent également de leurs propres règlements qui définissent les différentes procédures, départements et services du canton chargés des questions relatives à la protection de la nature et des monuments. À titre d'exemple, le canton de Vaud dispose d'une « Loi sur la protection de la nature, des monuments et des sites » (LPNMS) entrée en vigueur le 10 décembre 1969.
Le 16 janvier 1991, l'« Ordonnance sur la protection de la nature et du paysage » du Conseil fédéral est entrée en vigueur. 